# Yosip Khnanisho

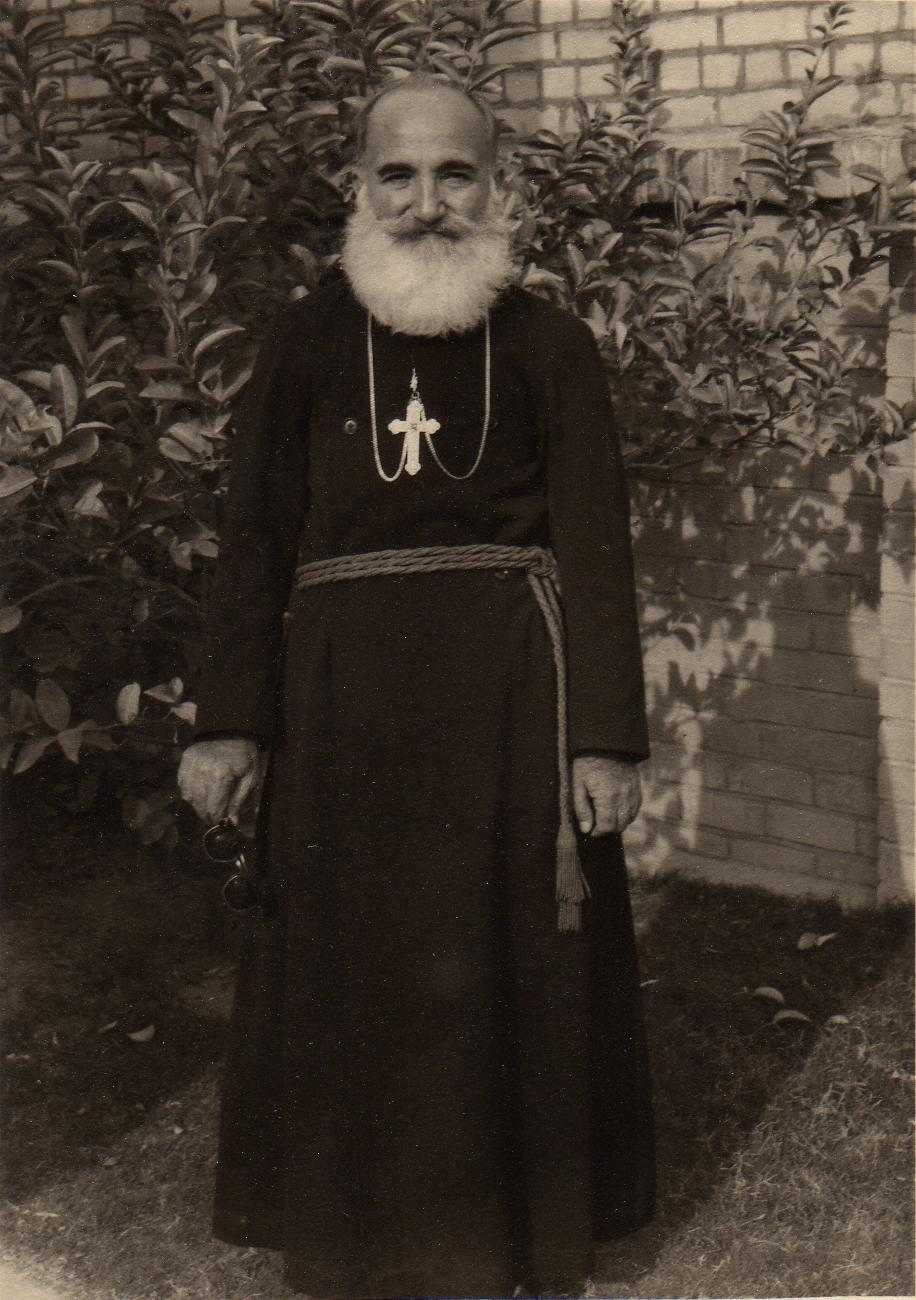
Yosip Khnanisho

Mar Yosip Khnanisho X. (* 1893; † 3. Juli 1977 in Bagdad) war ein Metropolit und Patriarchatsverwalter der autokephalen ostsyrischen „Kirche des Ostens“.
Khnanisho (Ḫnanišoˁ) war über Generationen der Bischofsname des jeweils amtierenden Metropoliten (Matran) von Rustaqa und Shamezdin des Noçiya-Stammes im Hakkari-Gebiet. Er wirkte im Dorf Deira beim ehemaligen Kloster Mar Isho (Ḫnanišoˁ), dessen Namen er trägt. Zehn Metropoliten in Folge entstammten ein und derselben Familie (Beth d'Matran). Da einzig verbliebener residierender Hierarch im Rang eines Erzbischofs, gehörte zu seinen Ehrenpflichten die Ordination des Katholikos-Patriarchen von Qudschanis.
Mar Yosip Knanisho war Neffe und designierter Nachfolger (natar kursi) seines Onkels Mar Eskhaq (Isaak) Khnanisho IX. (* 1848, amt. 1884–1918). 1912 von diesem zum Priester geweiht, vertrat Yosip seinen Onkel in den Weltkriegsjahren 1914–1916 am Sitz des Patriarchen in Qudschanis. Dort ordinierte ihn Mar Shimun XXI. am 23. August 1914 zum Bischof (letzte Bischofsweihe in der Kathedrale zu Qudschanis). Nach Shimuns gewaltsamem Tod war Mar Yosip Mitzelebrant seines Onkels bei der Patriarchenweihe von Mar Shimun XXII. 1918 in Urmia (Iran). Bei der folgenden panikartigen Flucht von dort in den Irak 1918 starb Mar Eskhaq und wurde bei Kermānschāh beigesetzt. Als dessen Nachfolger empfing sein Neffe Yosip am 2. Dezember 1918 in der britischen St. George’s Church zu Bagdad durch Mar Polos Shimun XXII. († 1920) die Weihe zum Metropoliten von Rustaqa. 1920 vollzog er selbst die Ordination von Mar Shimun XXIII., seines minderjährigen Neffen, zum Katholikos-Patriarchen der „Kirche des Ostens“.
Das erzwungene Exil von Mar Shimun XXIII. in Europa und später in den USA machte Mar Khnanisho X. ab 1933 zum ranghöchsten Repräsentanten und faktischen Vorsteher seiner Kirche im Irak und im ganzen Orient, zumal die drei restlichen Mitglieder des assyrischen Episkopats ein distanziertes Verhältnis zu Shimun XXIII. pflegten. Nach Verlassen des Flüchtlingslagers siedelte er sich mit seinen Landsleuten aus Shamezdin im Nordirak an und residierte bis 1961 im Dorf Harir. Anschließend wirkte er in der Landeshauptstadt Bagdad. Für den Fortbestand zweier traditioneller bischöflicher Häuser sorgte er durch die Bischofsweihe von Mar Isho Sargis von Jilu (14. Mai 1951, † 19. Dezember 1966), Mar Andreos Yawallaha für Barwar (14. Juli 1957; † 17. Juni 1973) und des jugendlichen Mar Yosip Sargis von Jilu (2. März 1968; amtiert in Bagdad), jeweils als Nachfolger ihrer verstorbenen Onkel. Für Urmiah und den Iran bestellte er am 19. April 1953 mit Mar Youkhanan Philipose einen Bischof (dem jedoch die Einreise verwehrt blieb) und für diesen, nach mehrjähriger Sedisvakanz, am 11. Februar 1962 einen Nachfolger mit Mar Dinkha.
In der unruhigen Situation nach der überraschenden Heirat Mar Shimuns XXIII. († 1975) wurde Mar Yosip 1973 zum Patriarchatsverwalter bestellt. Einer seiner Schüler und Verwandten, Mar Dinkha von Teheran, erlangte 1976 das Amt des erstmals seit Jahrhunderten wieder durch Wahl bestellten Katholikos-Patriarchen der autokephalen „Kirche des Ostens“.
Mar Yosip wirkte 63 Jahre als Bischof und Metropolit. Zu schon Lebzeiten als Amtsträger und Person hochgeachtet, wird er heute von vielen christlichen Assyrern als Heiliger verehrt. Er ist in der Mart Maryam Kirche zu Bagdad beigesetzt. Sein liturgischer Gedenktag wird jährlich am zweiten Sonntag des Juli begangen.